# Лебедев против Лебедева
«Лебедев против Лебедева» — советский художественный фильм 1965 года, снятый на киностудии Мосфильм режиссёром Генрихом Габаем по сценарию Феликса Миронера (вышел на экраны в 1966 году).

## Сюжет
Знаковый фильм середины 1960-х годов — рассказ о рефлексирующем молодом человеке, учёном-физике Олеге Лебедеве, обдумывающем своё житьё-бытьё на фоне реалий Москвы того времени, взаимоотношений в научно-исследовательском институте.
Сюжет фильма разворачивается неторопливо, в его центре — внутренние монологи, внутренние споры главного героя со своим вторым «я», которые перемешиваются с реальной жизнью — да так, что порой зрителю невозможно сразу понять, где реальность, а где — иллюзорные представления героя о себе.
Скромный, наивный и нерешительный герой в мечтах видится самому себе сильным, смелым и справедливым. Двум Лебедевым трудно ужиться в одном человеке, они даже становятся антагонистами, — но, в итоге, победу одерживает тот из персонажей, что наделён лучшими качествами.

## В ролях
| Актёр              | Роль               |
| ------------------ | ------------------ |
| Владимир Рецептер  | Олег Лебедев       |
| Алексей Эйбоженко  | Смирнов            |
| Наталья Зорина     | Света              |
| Леонид Броневой    | Евгений Викторович |
| Михаил Державин    | Грановский         |
| Леонид Сатановский | Потапов            |
| Георгий Слабиняк   | Баров              |